# لانگنلویس
لانگنلویس (به آلمانی: Langenlois) یک شهر در اتریش است که در ناحیه کرمس-لاند واقع شده‌است. لانگنلویس ۷٬۰۶۸ نفر جمعیت دارد.

## خواهرخوانده
شهر کوف‌اشتاین خواهرخواندهٔ لانگنلویس هست.